# Графський приказ (Олександрівський повіт)
Графський приказ — історична адміністративно-територіальна одиниця Олександрівського повіту Катеринославської губернії.
Станом на 1886 рік складалася з 2 поселень, 2 сільських громад. Населення — 892 осіб (446 чоловічої статі та 446 — жіночої), 91 дворове господарство.
|                     | Площа, десятин | У тому числі орної, дес. |
| ------------------- | -------------- | ------------------------ |
| Сільських громад    | 2385           | 1240                     |
| Приватної власності | —              | —                        |
| Казенної власності  | 1159           | 680                      |
| Іншої власності     | —              | —                        |
| Загалом             | 3544           | 1920                     |

Основні поселення волості:
- Нечаївка — колонія євреїв при колодязях за 148 верст від повітового міста, 358 осіб, 33 двори, сільський приказ, молитовний будинок, лавка.
- Трудолюбівка — колонія євреїв при яру Безіменному, 534 особи, 58 дворів, молитовний будинок, лавка.